# Rio Saliceto
Rio Saliceto là một đô thị ở tỉnh Reggio Emilia trong vùng Emilia-Romagna, có vị trí cách khoảng 60 km về phía tây bắc của Bologna và khoảng 20 km về phía đông bắc của Reggio Emilia. Tại thời điểm 31 tháng 12 năm 2004, đô thị này có dân số 5.632 và diện tích 22,5 km².
Đô thị Rio Saliceto có các frazioni (các đơn vị cấp dưới, chủ yếu là các làng) Commenda, Osteriola, Cà de Frati, and San Lodovico.
Rio Saliceto giáp các đô thị: Campagnola Emilia, Carpi, Correggio, Fabbrico.